# Todd Cooper
Todd Alexander Cooper (Kidderminster, 25 de junio de 1983) es un deportista británico que compitió en natación. Ganó una medalla de bronce en el Campeonato Europeo de Natación de 2006, en la prueba de 4 × 100 m estilos.

## Palmarés internacional
| Campeonato Europeo | Campeonato Europeo | Campeonato Europeo | Campeonato Europeo |
| Año                | Lugar              | Medalla            | Prueba             |
| ------------------ | ------------------ | ------------------ | ------------------ |
| 2006               | Budapest (Hungría) | Medalla de bronce  | 4 × 100 m estilos  |